# معجزه‌ای که ملاقات کردیم
معجزه‌ای که ملاقات کردیم (انگلیسی: The Miracle We Met؛‏ کره‌ای: 우리가 만난 기적) یک مجموعه تلویزیونی محصول کره جنوبی در سال ۲۰۱۸ با بازی کیم میونگ مین، کیم هیون جو، را می ران و کو چانگ سوک است. این مجموعه از ۲ آوریل تا ۲۹ مه ۲۰۱۸، روزهای دوشنبه و سه‌شنبه ساعت ۲۲:۰۰ (کی‌اس‌تی) از کی‌بی‌اس۲ پخش شد.

## بازیگران

### اصلی
- کیم میونگ مین در نقش سونگ هیون چول (اِی)[۶]
- کیم هیون جو در نقش سون هه جین
- را می ران در نقش جو یوم هوا
- کو چانگ سوک در نقش سونگ هیون چول (بی)